# Story of Seasons: Trio of Towns
Story of Seasons: Trio of Towns ist ein 2016 veröffentlichtes Computerspiel des japanischen Entwicklers Marvelous und Teil der Story-of-Seasons-Serie. Das Spiel erschien exklusiv für Nintendo 3DS. Als Publisher fungieren je nach Region Marvelous, Xseed Games oder Nintendo.
Typisch für die Spiele der Serie, verbindet Trio of Towns Elemente des Rollenspiels mit denen eines Simulationsspiels. Der Spieler bewirtschaftet darin einen geerbten Bauernhof und interagiert mit den Bewohnern des Dorfes.

## Veröffentlichung
Story of Seasons: Trio of Towns erschien zunächst am 23. Juni 2016 in Japan unter dem Namen Bokujō Monogatari: Mittsu no Sato no Taisetsuna Tomodachi (牧場物語 3つの里の大切な友だち, wörtl. „Farm Geschichte: Gute Freunde der drei Dörfer“). In Nordamerika erfolgte die Veröffentlichung am 28. Februar 2017 als Story of Seasons: Trio of Towns. Unter selbigem Titel erschien am 13. Oktober 2017 eine lokalisierte Fassung in Europa.

## Rezeption
Story of Seasons: Trio of Towns erhielt gemischte Bewertungen der Fachpresse und erreichte einen Metascore von 74 aus 100 Punkten, basierend auf 32 Rezensionen. OpenCritic ermittelte einen aggregierte Wertung von 76 aus 100 auf Grundlage von 36 Kritiken.
Gelobt werden unter anderem die diversen Aktivitäten im Spiel, denen der Spieler nachgehen kann, ohne dies zu müssen und ein neuartiges Beziehungssystem. Kritik erhielt Trio of Towns allerdings für unnötig komplizierte Besorgungen und Animationen, die sich nicht überspringen lassen.